# Октябрьский (Комсомольский район, Ивановская область)
Октя́брьский — село (до 2004 года — посёлок городского типа) в Комсомольском районе Ивановской области России. Административный центр Октябрьского сельского поселения.

## История
В 1941 году получил статус посёлка городского типа путём объединения населённых пунктов Обедово, Дубовский, Южный и других. Обслуживал добычу торфа для Ивановской ГРЭС. После перевода Ивановской ГРЭС на мазут посёлок потерял своё экономическое значение. В 2004 году Октябрьский стал селом.

## Население
| 1959 | 1979  | 1989  | 2002  | 2010  |
| ---- | ----- | ----- | ----- | ----- |
| 3835 | ↘2310 | ↘1896 | ↘1271 | ↘1226 |

## Инфраструктура
В Октябрьском работает ООО «Арта» (производство электротехнической продукции). Имеются почта, банк, аптека, амбулатория, пожарная часть, дом культуры, средняя школа, детский сад.